# Dialecte grecești
Limba greacă veche, în antichitatea clasică, înainte de dezvoltarea limbii Koiné ca lingua franca a elenismului, era împărțită în mai multe dialecte. La fel, limba greacă modernă este împărțită în mai multe dialecte, majoritatea derivate din Koiné.

Distribuţia dialectelor greceşti, cca. 400 î.Hr., după Woodard (2008).

## Antichitate

### Origini
- Cel mai timpuriu dialect cunoscut, miceniana, limba reconstruită din tabletele scrise în Linear B ale civilizației miceniene din Epoca Bronzului a sfârșitului mileniului 2 î.Hr. Distribuția clasică a dialectelor a fost determinată de migrațiile Epocii de fier timpurii[1], după colapsul civilizației miceniene. Unii vorbitori ai micenienei au fost strămutați în Cipru, în timp ce alții au rămas în interiorul Arcadiei, dând naștere dialectului arcado-cipriot. Acesta este singurul dialect cu un precedent cunoscut din Epoca de bronz. Celelalte dialecte au avut și ele forme anterioare celor atestate, dar relația formelor lor anterioare cu miceniana nu este cunoscută încă.

- Eolica era vorbită, îndeosebi, în Lesbos (dialectul lesbian) și pe coasta vestică a Asiei Minor, la nord de Smirna.
- Invazia doriană a răspândit greaca dorică, probabil, dintr-o regiune din nord-vestul Greciei, până la coasta Peloponesului; de exemplu, în  Sparta, Creta și în cele mai sudice părți ale coastei vestice a Asiei Minor. Doricul era standard pentru poezia lirică greacă (e.g. poetul grec  Pindar). Greaca nord-vestică este clasificată, uneori, ca dialect separat, și uneori ca făcând parte din dialectul doric. Macedoneana e privită de unii autori ca fiind un alt dialect grecesc, probabil înrudit cu doricul sau cu greaca nord-vestică.[2].
- Ionicul era vorbit mai ales pe coasta vestică a Asiei Minor, inclusiv în Smirna și zona de la sudul ei. Iliada și Odiseea lui Homer au fost scrise în greaca homerică (sau greaca epică), o varietate timpurie de greacă estică.  Atica, un subdialect sau dialect-frate al ionicului, a fost, timp de secole, limba vorbită în Atena. Deoarece atica a fost adoptată în Macedon, înainte de cuceririle lui Alexandru cel Mare și a înălțării ulterioare a elenismului, a devenit dialectul standard, care a evoluat în Koiné.

### Autori importanți
Autori importanți, care au scris în dialecte individuale, sunt Tucidide pentru atică, Herodot și Arhiloc din Paros pentru ionică, Alcman și Ibycus din Rhegium pentru dorică, Sappho și Alceus pentru eolică (lesbiană), Corinna din Tanagra pentru boiotic. Thesalicul și arcado-cipriotul nu au fost niciodată dialecte literare și sunt cunoscute doar din inscripții și, într-o oarecare măsură, din parodiile comice ale lui Aristofan. Greaca epică este o combinație dintre cea eolică, dorică și atic-ionică, potrivit lui Dion Hrisostom; însă, elementele "dorice" nu sunt, de fapt, dorice, ci, mai curând, arhaisme eolice.

### Grupuri
Dialectele antichității clasice sunt puțin diferit reprezentate de mai mulți erudiți. Dialectul pamfilian este un dialect marginal al Asiei Minor și este, uneori, în afara oricărei categorii. De notat că miceniana a fost descifrată abia în  1952 și lipsește din schemele mai timpurii, prezentate aici.
| Nord-vestic, Sud-estic       | Ernst Risch, Museum Helveticum (1955): - Greaca nordică - Doric/Greacă nord-vestică - Eolic - Pamfilian? - Greaca sudică - Ionic-Arcado-cipriot-Micenian | Alfred Heubeck: - Grupul de nord-vest - Doric/Limba greacă nord-vestică - Eolic? - Grupul sud-estic - Ionic-Atic - Arcado-cipriot |
| Vestic, Central, Estic       | A. Thumb, E. Kieckers, Handbuch der griechischen Dialekte (1932): - Greaca vestică - Dialecte dorice - dialectul din Ahaia - dialectul din Elis - Limba greacă nord-vestică - Greaca centrală - Eolic - Boiotic - Thesalic - Lesbian - Arcado-cipriot - Greaca estică - Ionic - Atic - Pamfilian | W. Porzig, Die Gliederung des indogermanischen Sprachgebiets (1954): - Greaca vestică - Limba greacă nord-vestică - Doric - Eolic - Greaca estică - Ionic-Atic - Arcado-cipriot |
| Greaca estică Greaca vestică | C.D. Buck, The Greek Dialects (1955): - Greaca estică - Grupul atic-ionic - Atic - Ionic - Ionicul estic - Ionicul central - Ionicul vestic sau euboean - Grupul arcado-cipriot - Arcadian - Cipriot - Pamfilian - Grupul eolic - Lesbian - Thesalian - Boiotic - Greaca vestică - Grupul nord-vestic - Focian (inclusiv delfian) - Locrian - Elean - Greaca Koine de nord-vest - Grupul doric - Laconian și heraclian - Mesenian - Megarian - Corintinean - Argolic - Rhodian - Coan - Theran și Cirenian - Cretan - Doricul sicilian | C.D. Buck, The Greek Dialects (1955): - Greaca estică - Grupul atic-ionic - Atic - Ionic - Ionicul estic - Ionicul central - Ionicul vestic sau euboean - Grupul arcado-cipriot - Arcadian - Cipriot - Pamfilian - Grupul eolic - Lesbian - Thesalian - Boiotic - Greaca vestică - Grupul nord-vestic - Focian (inclusiv delfian) - Locrian - Elean - Greaca Koine de nord-vest - Grupul doric - Laconian și heraclian - Mesenian - Megarian - Corintinean - Argolic - Rhodian - Coan - Theran și Cirenian - Cretan - Doricul sicilian |

### Probleme de grupare
Dialectele grecești sunt definite ca fiind colecții distinctive de însușiri lingvistice. Însușirile individuale sunt rareori distinctive, ci împărtășite de diferite alte dialecte. Astfel, selectarea unui grup este, într-o anumită măsură, arbitrară. Totuși, lingvistul care definește grupul, începe, de obicei, de la o clasă geografică și un centru, cum ar fi  atica și centrul Atena.
Lingviștii care au făcut aceste diviziuni au luat în considerare reputația și credința politică a vorbitorilor antici; de exemplu, grecii antici înșiși au recunoscut o distincție între dorieni și atenieni. Într-o oarecare măsură, fiecare oraș mare avea un mod de a vorbi care putea fi identificat.
Existența dialectelor grecești nu poate fi explicată prin Teoria nodului sau a valului. Leonard Bloomfield scrie despre Teoria nodului:
„Câteodată, negreșit, istoria ne arată o scindare bruscă …. O diferențiere de acest fel apare când o parte a unei comunități emigrează.”
În Teoria nodului, o populație părinte, sau nod, vorbind o limbă strămoș al dialectelor ei, se presupune a fi existat și este, uneori, atestată. Nodul dialectelor grecești ar fi fost protogreaca, dar ea este reconstruită și nu este atestată. Cele mai puternice candidate pentru Teoria nodului sunt greaca estică și cea vestică, care au clase geografice diferite, recunoscute din antichitate.
În Teoria valului, definită de Johannes Schmidt în 1872,
„Diferite schimbări lingvistice se pot răspândi ca valurile peste o zonă de vorbire”. Majoritatea însușirilor individuale sunt izoglose; va să zică, o hartă cu doar o însușire încrucișează mai multe categorii nodale. Lingviștii erau, astfel, liberi să definească colecția de izoglose care părea să se potrivească cel mai bine cu grupurile antice de vorbitori, potrivit propriilor lor documente și credințe.

### Schimbări fonetice, care au condus la dialectizare
Dialectele greacăi vechi erau, în principal, fonemice și vocalice; adică, dialectele erau recunoscute, în special, prin diferențele lor vocalice. Aceste diferențe au apărut ca rezultat al pierderii lui s intervocalic și pierderii lui i și w din protogreacă. O astfel de pierdere a adus două foneme vocalice în juxtapunere, situație numită, deseori, "ciocnire vocalică". Pentru motive necunoscute, vorbitorii de greacă priveau două vocale consecutive ca fiind necorespunzătoare și, în timp, au schimbat pronunția pentru a le evita. Modul în care s-au făcut aceste schimbări a determinat dialectul.
De exemplu, cuvântul pentru zeul mării (indiferent de cultura și limba de unde provine) a fost, într-o formă preistorică, Poseidāwōn, la genitiv Poseidāwonos, la dativ Poseidāwoni, etc. Pierderea lui w intervocalic a dat Poseidāōn, găsit in miceniană și greaca epică. Ionicul a schimbat a în e: Poseideōn, în timp ce aticul a contras cuvântul la Poseidōn. La alte dialecte: corintineanul Potedāwoni, a devenit Potedāni și Potedān; boioticul Poteidāoni; în cretană, rhodiană și delfică, Poteidān; în lesbiană, Poseidān; în arcadiană, Posoidānos; în laconiană, Pohoidān. Din aceste dialecte, poate fi ușor văzut că aceste izoglose nu urmează deloc o structură nodală.
Obiectul inconștient al acestor schimbări pare a fi, în principal, crearea unui fonem din două, proces numit contracție dacă se ajunge la un al treilea fonem, sau hyphaeresis („a îndepărta”) dacă un fonem este îndepărtat, păstrându-l pe celălalt. Uneori, cele două foneme sunt păstrate, sau păstrate și modificate, ca în ionicul Poseideōn.
Un alt principiu al dialectizării vocalice urmărește seria de apofonii sau grade vocalice indo-europene. Indo-europeana putea să interschimbe e (gradul e) cu o (gradul o) sau să nu folosească nici unul (gradul zero). Asemănător, greaca a moștenit seria (de exemplu) ei, oi, i, care sunt e-, o- și gradul zero al diftongului. Ele puteau să apară în diferite forme verbale: leipo „eu plec”, leloipa „eu plecasem”, elipon „eu am plecat”, sau ca bază a dialectizării: aticul deiknumi „eu arăt” și cretanul diknumi.

## Postelenistic
Dialectele limbii grecești vechi au fost un rezultat al izolării și comunicării sărace dintre comunitățile care trăiau în teritorii despărțite. Nici un istoric general grec nu uită să sublinieze influența teritoriului asupra dezvoltării orașelor-state. Deseori, în dezvoltarea limbilor, dialectizarea are drept rezultat disimilația limbilor fiice. Această fază nu a apărut în greacă; în schimb, dialectele au fost înlocuite de greaca standard.
Populația aflată în creștere și comunicarea au adus vorbitorii mai aproape și i-a unit sub aceleași autorități. Greaca atică a devenit limba literară de pretutindeni. Buck spune:
„… cu mult după ce atica devenise norma prozei literare, fiecare stat avea propriul dialect, atât în monumentele private, cât și publice, de preocupare internă, cât și în cele de … caracter interstatal, cum ar fi … tratatele”.
În primele câteva secole dinaintea erei noastre, dialectele regionale le-au înlocuit pe cele locale: greaca Koine nord-vestică, Koine dorică și, desigur, Koine atică. Aceasta din urmă a ajuns să le înlocuiască pe celelalte în vorbirea comună, în primele secole ale erei creștine. După despărțirea Imperiului roman în cel estic și vestic, a început să domnească cea mai timpurie greacă modernă. Distribuția dialectală era, atunci, astfel:
- Limba greacă atică
  - Koiné
    - Greaca bizantină
      - Limba greacă modernă
        - Greaca demotică
        - Katarevusa

      - Greaca yevanică
      - Greaca cipriotă
      - Greaca cretană
      - Griko (probabil cu elemente dorice)

  - Greaca pontică
  - Greaca capadociană
  - Greco-romana
- Greaca dorică
  - Tsakoniană

Tsakoniana este singurul dialect grecesc modern, care nu descinde din atică sau Koiné.

### Privire de ansamblu
- Griechische Dialekte und ihre Verteilung, Site-ul Titus, în germană. Listă, hartă, tabel de însușiri.
- Dialects of Greek, Kelley L. Ross. Hartă și scurtă descriere.
- Greek. Raport etnologic despre dialectele greacăi moderne și Koine. Stil catalog.
- Fragmente din Margalit Finkelburg, Greeks and Pre-Greeks: Aegean Prehistory and Greek Heroic Tradition. Unul dintre subiecte este originea dialectelor.

### Inscripții
- Inscripții grecești cu posibilitate de căutare Arhivat în 10 decembrie 2009, la Archive-It. O culegere considerabilă de inscripții antice grecești în mai multe dialecte, publicată de Packard Humanities Institute.
- Inscripții afișate după regiune Arhivat în 27 ianuarie 2019, la Wayback Machine., Centre for the Study of Ancient Documents.